# Super G (無線網絡)
Super G是Atheros公司的專利幀突發、壓縮與通道捆合技術，用以加強IEEE 802.11g無線區域網路的效能。使用Super G時的吞吐傳輸速度限制在透過結合兩條54Mbit/s的802.11g頻道後實現的108Mbit/s訊號速率時聲稱可達到40Mbit/s至60Mbit/s。
其他銷售商曾以名稱108G Technology、108Mbit/s 802.11g與Xtreme G來銷售Super G產品，取得Atheros授權的生產商包括奇勝、友訊科技、Netgear、北電網絡、久森、SMC Networks、索尼、速連通訊與東芝。一般來說所有其他銷售商的Super G產品均可在Super G模式下互通。
像Super G等非標準的802.11g通道捆合擴展被批評會對所有Wi-Fi頻道做成干擾，潛在性的引發其他同一波段無線裝置的問題，如鄰近的無線網絡、無繩電話、嬰兒監察器與藍芽等裝置。不過Atheros聲稱由於現實環境中的物理分隔與牆壁近端網絡將不會受到來自Super G網絡的干擾。
Super G是數個開發用來加強802.11g裝置效能的競爭性專屬方式之一，其他包括了Broadcom的125 High Speed Mode、Airgo Networks基於MIMO的擴展與科勝訊公司的Nitro等。
Atheros亦有在他們的802.11a/g晶片中採用這個技術，並以Super AG的名稱銷售。

## 外部連結
- Super G網站